# Casa Moross
La Casa Moross está ubicada en 1460 East Jefferson Avenue de la ciudad de Detroit, la más importante del estado de Míchigan (Estados Unidos). Es una de las casas de ladrillo más antiguas de la ciudad, fue designada como Sitio Histórico del Estado de Míchigan en 1971 y figura en el Registro Nacional de Lugares Históricos desde 1972.

## Historia
Fue construida en 1840 por el fabricante de ladrillos francés Christopher Moross; era una de las dos casas que construyó en el lugar. La propiedad cambió de manos varias veces e incluyó entre sus propietarios al coronel Freeman Norvell, hijo del senador John Norvell de Míchigan. El coronel luchó en la batalla de Gettysburg en 1863, fue regente de la Universidad de Míchigan, senador estatal y copropietario del Detroit Free Press. 

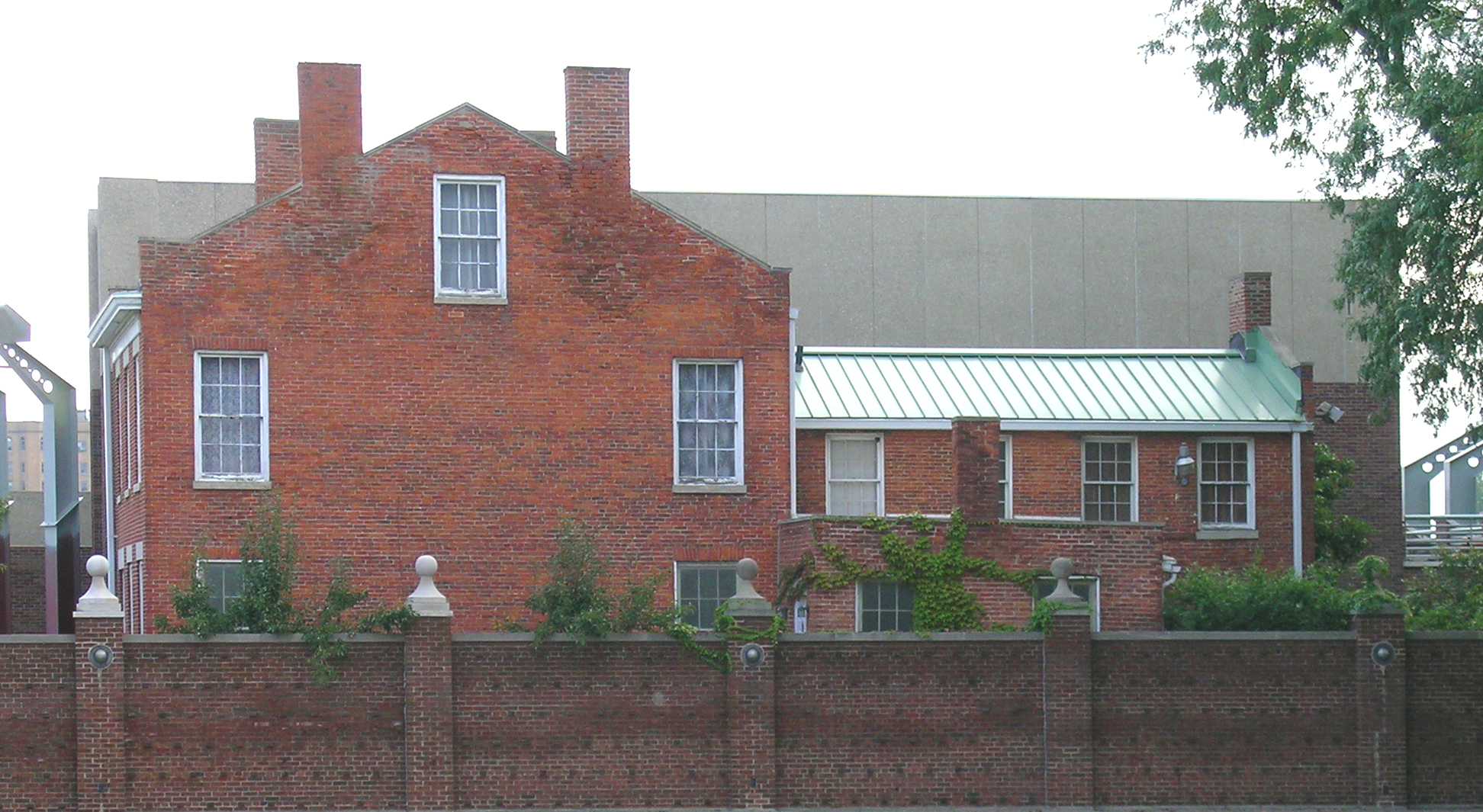
Vista lateral de la Cas Moross.

La Comisión Histórica de Detroit la compró en la década de 1960 y la restauró entre 1971 y 1973. Fue inscrita en el Registro Nacional de Lugares Históricos en 1972. La ciudad de Detroit la operó como el Moross House Museum y el Detroit Garden Center, y alquiló la casa y jardines para eventos, reuniones y fiestas. Según la Universidad de Míchigan, los jardines contienen la glicina más antigua o la segunda más antigua del Medio Oeste.
En 2002, la ciudad de Detroit vendió la casa y la propiedad a Roland Scott y en abril de 2016 este se la vendió a su vez a LTD Limited de Linda K. Schinkel Rodney y sus dos hijos. 

## Descripción
La Moross es una casa adosada de tres bahías, construida en un estilo federal vernáculo con detalles historicistas neogriego, que incluyen dinteles y luces laterales de piedra pesada y un travesaño que rodea la entrada.
Tiene dos pisos de altura, construido sobre una base de piedra caliza de río. El techo está parapetado con tejas de madera y un par de chimeneas sostienen el techo. Una adición de un solo piso se encuentra en la parte trasera y una segunda en el costado.